# Vera Vollmer
Vera Vollmer (* 9. Mai 1874 in Stuttgart; † 3. April 1953 ebenda) war eine württembergische Oberregierungsrätin, die als eine der ersten Württembergerinnen ein akademisches Studium absolvierte und wegweisend in der Mädchenbildung war.

## Leben
Anna Vera Vollmer wuchs mit ihrer drei Jahre jüngeren Schwester Gertrud als Tochter des königlichen Oberschlossinspektors im Alten Schloss Robert Vollmer (1836–1892) und der Hofdame und Vorleserin der Königin Olga, Theresia Wagner (1840–1906), in Stuttgart auf. Die Stieftochter der Königin, Herzogin Wera, war ihre Patin. Von 1881 bis 1890 wurde sie im  Königin-Katharina-Stift unterrichtet und lebte im Anschluss bis 1896 im elterlichen Haushalt. Danach besuchte sie bis 1899 das höhere Lehrerinnenseminar in Stuttgart, das sie als Lehrerin für höhere Mädchenschulen abschloss.
1905 bis 1907 unterrichtete sie am Königin-Katharinen-Stift, bevor sie sich zum Studium beurlauben ließ, da erstmals ab 1906 Frauen nach Abschluss des Lehrerinnenseminars studieren konnten. Zum Wintersemester 1907/1908 studierte sie an der Eberhard Karls Universität Tübingen Deutsch, Englisch, Französisch, Geschichte, Geographie, Psychologie und Pädagogik, legte 1910 ihre erste Dienstprüfung ab und beendete ihre universitäre Ausbildung zur Lehrerin nach dem  Referendariat am Königin-Katharinen-Stift mit dem Ablegen der zweiten Prüfung 1911. Von Ostern 1912 bis Ostern 1914 leitete sie in Stuttgart eine höhere Mädchenschule, das Prieser’sche Institut. Daneben wurde sie am 28. Mai 1914 als erste Frau im Fach Germanistik an der Universität Tübingen summa cum laude mit der mediävistischen Arbeit Die Begriffe der Triuwe und der Staete in der höfischen Minnedichtung bei Hermann Fischer promoviert. Bis 1921 arbeitete sie als Hauptlehrerin für die Oberklassen an der Königin-Charlotte-Realschule.
Am 26. April 1921 wurde sie durch den Minister der ersten württembergischen Regierung Berthold Heymann als erste Frau in die Ministerialabteilung für die höheren Schulen berufen. Im Stuttgarter Kultministerium war sie als Regierungsrätin und Referentin für das Mädchenschulwesen tätig. Dazu gehörten die Weiterbildungsmöglichkeiten für schulentlassene Mädchen, der Ausbau des höheren Mädchenschulwesens und die staatliche Ausbildung von Fachlehrerinnen. Sie setzte sich für verbesserte Ausbildungen ein, die Schaffung von Schulen, Gründung von Seminaren und setzte systematische Ausbildungen für Berufe wie Kindergärtnerinnen, Hortnerinnen und Jugendleiterinnen mit vergleichbaren Anforderung und Abschlüssen durch. In Kirchheim unter Teck gründete sie das hauswirtschaftliche Seminar für Hauswirtschafts- und Handarbeitslehrerinnen, deren Ausbildung sie selbst übernahm. Erst 1942 trat sie den Ruhestand an, war aber weiterhin bis zu ihrem Tod wissenschaftlich und publizistisch tätig.
Langjährig beschäftigte sie sich mit Fragen der Frauenberufe und des Frauenstudiums, zu deren Thematik sie zahlreiche Aufsätze und Abhandlungen verfasste. Ihr schriftlicher Nachlass mit dem größten Teil ihrer Veröffentlichungen befindet sich im Hauptstaatsarchiv Stuttgart. Nach ihr benannt ist die Vera-Vollmer-Straße in Stuttgart und der Vera-Vollmer-Weg in Hemmingen.

## Schriften (Auswahl)
- Die Begriffe der Triuwe und der Staete in der höfischen Minnedichtung. Dissertation, Universität Tübingen, Tübingen 1914.
- Gedanken über Mädchenbildung im Anschluß an die Reichsschulkonferenz. In: Schwäbische Kronik, Nr. 327, 17. Juli 1920, Abendblatt, S. 6 (Digitalisat).[4]
- Vom höheren Mädchenschulwesen in Württemberg. Übersicht über den Stand des höheren Mädchenschulwesens in Württemberg. In: Deutsche Mädchenbildung. Bd. 3 (1927), Heft 9, S. 414–418.[4]
- Vom württembergischen Schulwesen. In: Deutsche Lehrerinnenzeitung: Organ des Allgemeinen Deutschen Lehrerinnenvereins. Bd. 48 (1931), Nr. 15, S. 168–174 (Digitalisat).[4]
- Der Stand der Frauenoberschulfrage in den süddeutschen Ländern. In: Deutsche Mädchenbildung. Bd. 7 (1931), S. 113–115.
- Sprachliches aus altschwäbischen Kochbüchern. In: Hans Bihl (Hrsg.): Beiträge zur Geschichte, Literatur und Sprachkunde vornehmlich Württembergs. Karl Bohnenberger zum 75. Geburtstag. J.C.B. Mohr (Paul Siebeck), Tübingen 1938, S. 361–375.
- Die weiblichen Fachschulen in Württemberg. In: Mädchenerziehung in den Berufs- und Fachschulen des nationalsozialistischen Staates. 8 Vorträge gehalten bei einer vom Württembergischen Kultministerium veranstalteten Arbeitsgemeinschaft im staatlichen hauswirtschaftlichen Seminar in Kirchheim u. T.  Marie Tscherning (Hrsg.), Burg-Bücherei, Esslingen a. N. 1934, S. 31.
- Ottilie Wildermuth. Dichterin und Schriftstellerin. 1817–1877. In: Hermann Haering (Hrsg.): Schwäbische Lebensbilder. Bd. 5, Stuttgart 1950, S. 354–378.
- Ottilie Wildermuth. In: Elisabeth Noelle-Neumann (Hrsg.): Baden-Württembergische Portraits. Frauengestalten aus fünf Jahrhunderten. Deutsche Verlags-Anstalt, Stuttgart 1999, ISBN 3-421-05271-9, S. 122–127.